# George Mudie
George Edward Mudie (né le 6 février 1945) est un homme politique du parti travailliste du Royaume-Uni qui est député de Leeds East de 1992 à 2015.

## Jeunesse
Né à Dundee, la quatrième plus grande ville d'Écosse, George Mudie fait ses études à la Waid Academy à Anstruther et étudie les sciences sociales au Newbattle Abbey College de Dalkeith. Il  travaille comme ingénieur puis rejoint la marine marchande. En 1968, il devient responsable syndical au Syndicat national de la fonction publique, poste qu'il occupe jusqu'à son élection à la Chambre des communes en 1992.

## Carrière parlementaire
Mudie est élu conseiller municipal de Leeds en 1971 à l'âge de 26 ans et devient le chef du conseil de 1980 à 1989.
Il est ensuite élu député travailliste de Leeds East lors de l'élection générale de 1992 après la retraite de l'ancien chancelier de l'Échiquier, Denis Healey. Il est réélu confortablement jusqu'à sa retraite en 2015 .
Au Parlement, il est nommé whip de l'opposition en 1994, poste qu'il occupe jusqu'aux élections de 1997, lorsqu'il passe au poste de trésorier de la maison et de whip en chef adjoint. En 1998, il est nommé sous-secrétaire d'État parlementaire au ministère de l'Éducation et de l'Emploi. Il quitte le gouvernement en 1999.
Il siège à plusieurs comités restreints et est membre du Treasury Select Committee depuis 2001.
Il a voté contre les modifications de la législation sur le mariage, se rebellant contre son parti lors d'une série de votes sur les mariages homosexuels en 2013-2014 .

## Vie privée
Il est marié et père de trois enfants, dont un issu d'un ancien mariage. Il a nommé son fils aîné Keir après Keir Hardie. Sa femme est directrice d'école primaire.